# Margarinotus planiceps
Margarinotus planiceps är en skalbaggsart som först beskrevs av Lewis 1888.  Margarinotus planiceps ingår i släktet Margarinotus och familjen stumpbaggar. Inga underarter finns listade i Catalogue of Life.